# Helô Pinheiro
Helô Pinheiro, de son nom complet Heloísa Eneida Menezes Paes Pinto Pinheiro, est une styliste brésilienne, aussi mannequin, née le 7 juillet 1945 à Rio de Janeiro,.
Helô Pinheiro est connue pour avoir inspiré Tom Jobim et Vinicius de Moraes pour leur chanson de 1962, Garota de Ipanema, pour laquelle ils reçurent en 1964 un Grammy award, après que le parolier Ronaldo Bôscoli l'ait divulgué en 1965 dans le magazine Fatos & Fotos et que De Moraes l'ait confirmé dans une interview.

## Biographie
Fille d'un officier, Heloísa Eneida Menezes Paes Pinto a dix sept ans lorsqu'elle est remarquée par Tom Jobin et Vinicius de Moraes en 1962 lorsqu'elle passe chaque soir devant le bar « Veloso ». C'est ainsi qu'elle devient « la fille d'Ipanema ».
Dans le livre Revelação: a verdadeira Garota de Ipanema Vinícius de Moraes la décrit comme « le paradigme de la Carioca à l'état brut : une fille bronzée, entre la fleur et la sirène, pleine de lumière et de grâce mais avec un fond de tristesse, aussi portait-elle en elle, sur le chemin de la mer, le sentiment de ce qui passe, d'une beauté qui n'est pas seulement nôtre — c'est un don de la vie que son bel et mélancolique sac et ressac permanent. »
Depuis, le nom de « Vinícius de Moraes » a été donné à la rue Montenegro où vivait Heloísa Pinheiro, et le café Veloso s'appelle Garota de Ipanema.
Helô Pinheiro dessine et commercialise, sous la marque Garota de Ipanema, qu'elle a déposée en 1998, des bikinis et autres vêtements de plage, vendus notamment à São Paulo et Rio de Janeiro, après avoir gagné un procès que lui avaient intenté en 2001 les ayants droit de Jobim et De Moraes pour « avoir injustement profité de l'image et du travail des défunts compositeurs » et soutenaient avoir des droits exclusifs sur cette marque,,. Cette collection est complétée en 2004 par une ligne de bijouterie dessinée par la styliste brésilienne Silvia Blumberg et inspirée par « l'océan et les cocotiers de sa plage préférée ». Par ailleurs, elle a dirigé une entreprise de mannequins pendant 18 ans, écrit ses mémoires, tenu une colonne dans un journal, joué dans diverses publicités et trois feuilletons télévises et animé quatre émissions télévisées, 

### Vie privée
Helô a quatre enfants de son mariage avec l'ingénieur Fernando Pinheiro, l’aînée, Kiki, également mannequin, Ticiane (pt), mannequin et actrice (avec laquelle elle pose nue en 2003 pour l'édition brésilienne du magazine Playboy,), Jô et son seul fils, Fernando Mendes Pinheiro junior.

## Publication
En octobre 2012, Helô Pinheiro a publié son autobiographie, A Eterna Garota de Ipanema (Éd. Aleph, 160 pages,  (ISBN 9788576570837))